# ジョシー・マキャヴィン
ジョゼフィン・"ジョシー"・マキャヴィン（Josephine "Josie" MacAvin, 1919年 - 2005年1月26日）は、アイルランドのセットデコレーター、美術監督である。アカデミー賞美術賞に3度ノミネートされ、『愛と哀しみの果て』（1985年）で受賞を果たしている。またミニシリーズ『スカーレット/続・風と共に去りぬ』（1994年）によりプライムタイム・エミー賞美術監督賞（ミニシリーズ・スペシャル部門）も獲得した。

## キャリア
バレエダンサーとしてショービジネスの世界に入り、1943年にはゲート・シアターでアイリッシュ・バレエ・クラブで共演した。1950年代にはダブリン・プレイヤーズで舞台演出家兼マネージャーとなり、米国でもツアーをした。
1959年の『地獄で握手しろ』でセットデコレーターを務め、映画界でのキャリアが始まった。

## 受賞とノミネート
| 賞           | 年   | 部門                          | 作品名                       | 結果       |
| ------------ | ---- | ----------------------------- | ---------------------------- | ---------- |
| アカデミー賞 | 1963 | 美術監督・装置装飾賞 (カラー) | トム・ジョーンズの華麗な冒険 | ノミネート |
| アカデミー賞 | 1965 | 美術監督・装置装飾賞 (白黒)   | 寒い国から帰ったスパイ       | ノミネート |
| アカデミー賞 | 1985 | 美術賞                        | 愛と哀しみの果て             | 受賞       |